# Marina Montini (retrato)
Marina Montini é um quadro do pintor brasileiro Di Cavalcanti.

## Descrição
O quadro retrata Marina Montini atriz e modelo brasileira, musa inspiradora do pintor.